# Penn Badgley
Penn Dayton Badgley (Baltimore, 1986. november 1. –) amerikai színész és zenész.
Dan Humphrey szerepéről ismert a The CW Gossip Girl – A pletykafészek (2007-2012) című tinisorozatából. 2018 óta a Netflix Te című thrillersorozatában alakítja Joe Goldberget. 2011-ben felkerült a People magazin „25 szépség 25 évesen” és a 100 „legszexibb férfi” listájára.

## Gyermekkora és tanulmányai
1986. november 1-jén született a marylandi Baltimore-ban, Duff és Lynne Murphy Badgley fiaként. Apja újságíróként, majd ácsként és házépítőként dolgozott, 2008-ban pedig a Zöld Párt washingtoni kormányzójelöltje volt. Badgley egyedüli gyermekként a Woolridge Általános Iskolába járt (ahol édesanyja a szülői munkaközösség elnöke volt), mielőtt átkerült volna a virginiai Richmondban található St. Christopher's iskolába. A washingtoni Tacomában a Charles Wright Akadémiára járt.
Gyermekként Badgley részt vett a Seattle-i Gyermekszínházban és a Pine Nut Players közösségi színházban a washingtoni Monroe-ban. Édesanyja támogatta színészi törekvéseit, és különféle munkákat folytatott (később Badgley keresztanyjával, Jan Sneeddel együtt ékszertervezéssel foglalkozó vállalkozásba kezdett). Azt állította, hogy "teljesen kihagyta a középiskolát", és 14 évesen sikeres vizsgát tett, és elkezdett a Santa Monica College-ba járni. Később felvették a Dél-kaliforniai Egyetemre, de szerződéses kötelezettségek miatt elhalasztotta a felvételt, és később két évre beiratkozott az oregoni Portlandben található Lewis & Clark College-ba.
Badgley állítólag otthon tanult Blake Livelyval, leendő színésztársával és partnerével együtt. Szülei 12 éves korában váltak el. Emlékszik, hogy „zenét akart írni... 12 éves korában”, és 1998-ban felvett egy kiadatlan pop kislemezt, és egy interjúban „szörnyűnek” és „félresikerültnek” nevezte az erőfeszítéseit.

## Magánélete
2007 és 2010 között a Gossip Girl – A pletykafészek sztárjával, Blake Livelyval, 2011 és 2013 között pedig Zoë Kravitz színésznővel járt. 2014-ben kezdett el randizni Domino Kirke énekesnővel. 2017. február 27-én egy New York-i bíróságon feleségül vette Kirke-et, és Kirke fiának, Cassiusnak a mostohaapja lett. 2020 februárjában Kirke és Badgley bejelentették, hogy első közös gyermeküket várják. A fiuk 2020 augusztusában született meg.

## A médiában

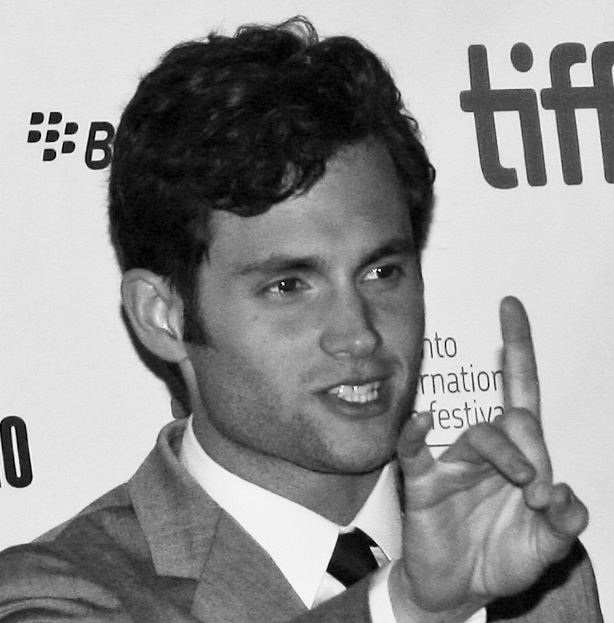
A 2010-es Torontói Nemzetközi Filmfesztiválon

Badgley a 2008-as amerikai elnökválasztáson Barack Obamát támogatta. Blake Livelyval együtt szerepelt egy Obama-reklámban a MoveOn ifjúsági szavazási programjának részeként, amelyet Gossip Girl – A pletykafészek alatt sugároztak a The CW, az MTV és a Comedy Central csatornákon.
2010 márciusában az Amerikai Vöröskereszt bejelentette, hogy Badgley tagja a Nemzeti Hírességek Kabinetjének, egy olyan hírességekből álló csoportnak, akik a Vöröskereszt szolgáltatásait népszerűsítik. 2011-ben kiállt az Occupy Wall Street mozgalom mellett, és a Black Lives Matter mozgalom egyik támogatója. Azt szeretné, ha a rendőri brutalitásról szóló párbeszéd a női áldozatokra is kiterjedne, emellett támogatja az LMBT-jogokat.
2011-ben a People „25 szépség 25 évesen” listájára került, a BuddyTV pedig a 75. helyre sorolta a „2011 100 legszexibb tévés férfija” listáján.
A Shadi Toloui-Wallace-szal készített interjúban Penn beszámol arról, hogy a BP olajkatasztrófa hogyan ösztönözte őt az igazságszolgáltatás és a spiritualitás közötti kapcsolat feltárására, és hogyan vezette el őt a kolumbiai esőerdőkhöz, valamint Baháalláh és a Bahái hit tanításaihoz. 2015 óta tagja a bahái hitnek, és nyíltan tiltakozik a baháiak iráni üldözése ellen.

## Filmográfia

### Film

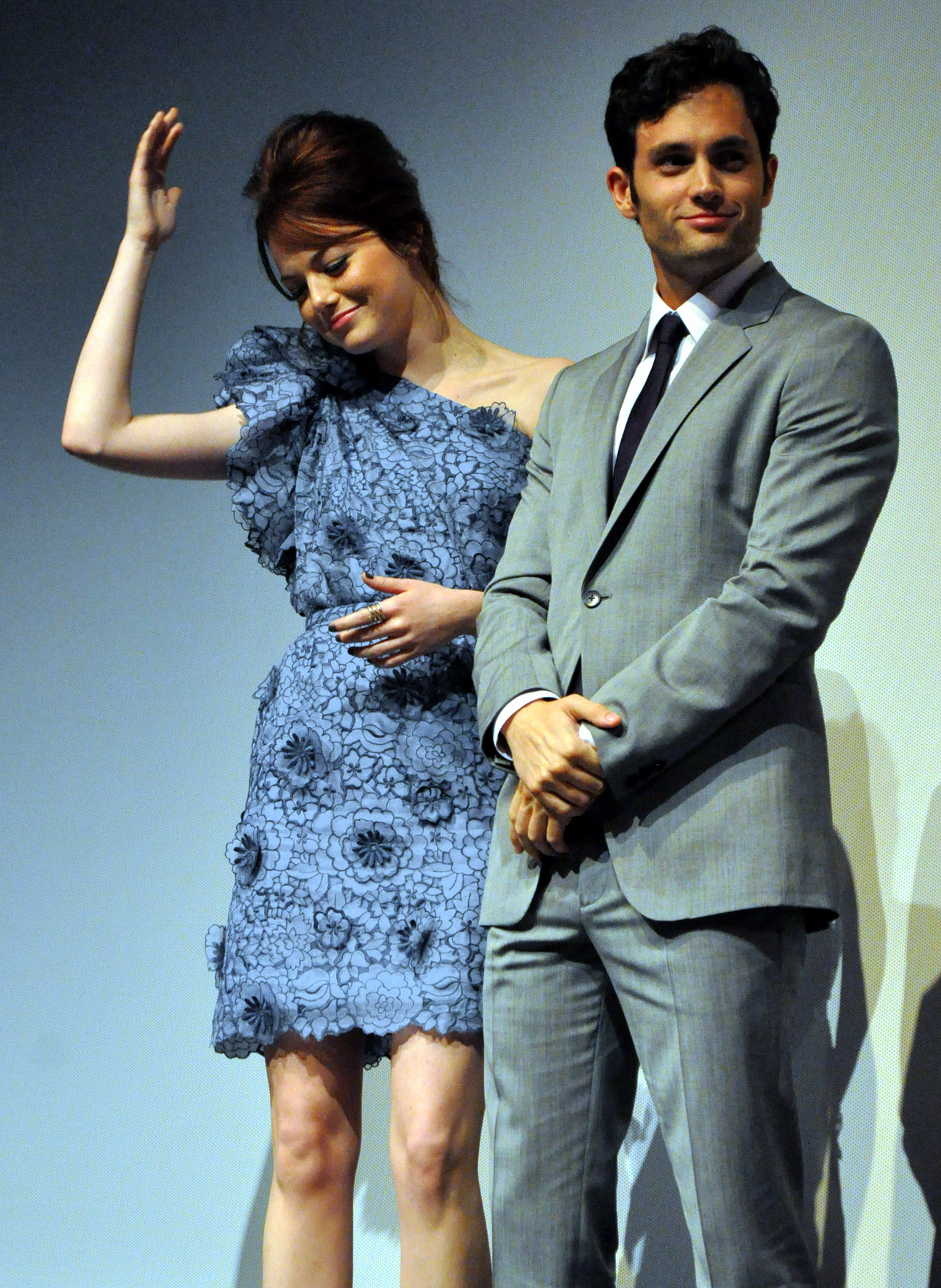
A Könnyű nőcske 2010-es premierjén Emma Stone-nal

| Év   | Magyar cím              | Eredeti cím                | Szerep                 | Magyar hang     |
| ---- | ----------------------- | -------------------------- | ---------------------- | --------------- |
| 2000 |                         | The Fluffer                | Sean McGinnis fiatalon |                 |
| 2003 |                         | Debating Robert Lee        | Debater                |                 |
| 2006 | Dögölj meg, John Tucker | John Tucker Must Die       | Scott Tucker           | Molnár Levente  |
| 2007 |                         | Drive-Thru                 | Van                    |                 |
| 2008 | Csapatszellem           | Forever Strong             | Lars                   |                 |
| 2009 | A mostohaapa            | The Stepfather             | Michael Harding        | Hamvas Dániel   |
| 2010 | Könnyű nőcske           | Easy A                     | "Woodchuck" Todd       | Szvetlov Balázs |
| 2011 | Krízispont              | Margin Call                | Seth Bregman           | Polgár Péter    |
| 2012 |                         | Greetings from Tim Buckley | Jeff Buckley           |                 |
| 2014 |                         | Parts per Billion          | Erik                   |                 |
| 2015 |                         | Cymbeline                  | Posthumus              |                 |
| 2016 |                         | The Paper Store            | Sigurd Rossdale        |                 |
| 2016 |                         | Adam Green's Aladdin       | Monaco hercege         |                 |
| 2021 | Élj a mának             | Here Today                 | Rex                    |                 |
| 2021 |                         | The Birthday Cake          | Peeno                  |                 |

### Televízió
| Év        | Magyar cím                    | Eredeti cím                | Szerep                      | Megjegyzések                                              |
| --------- | ----------------------------- | -------------------------- | --------------------------- | --------------------------------------------------------- |
| 1999      | Will és Grace                 | Will & Grace               | Todd                        | 1 epizód                                                  |
| 2000      |                               | Daddio                     | Todd                        | 2 epizód                                                  |
| 2000–2001 | Nyughatatlan fiatalok         | The Young and the Restless | Phillip "Chance" Chancellor | főszereplő                                                |
| 2000–2002 | A Garcia testvérek            | The Brothers García        | Eddie Bauer                 | 2 epizód                                                  |
| 2002      |                               | The Nightmare Room         | Mike                        | 1 epizód                                                  |
| 2002      |                               | Do Over                    | Joel Larsen                 | főszereplő                                                |
| 2002      | Tesóm nyakán                  | What I Like About You      | Jake Wood                   | 1 epizód                                                  |
| 2003      | Alkonyzóna                    | The Twilight Zone          | Trace Malone                | 1 epizód                                                  |
| 2004–2005 |                               | The Mountain               | Sam Tunney                  | főszereplő                                                |
| 2006      |                               | The Bedford Diaries        | Owen Gregory                | főszereplő                                                |
| 2007–2012 | Gossip Girl – A pletykafészek | Gossip Girl                | Daniel "Dan" Humphrey       | - főszereplő - magyar hangja: - Szvetlov Balázs           |
| 2015      |                               | The Slap                   | Jamie                       | 2 epizód                                                  |
| 2018–     | Te                            | You                        | Joe Goldberg                | - főszereplő és producer - magyar hangja: - Jéger Zsombor |

### Videójátékok
| Év   | Cím             | Szerep       |
| ---- | --------------- | ------------ |
| 1999 | Mario Golf      | egyéb hangok |
| 2000 | Mario Tennis 64 | egyéb hangok |

## Fordítás
- Ez a szócikk részben vagy egészben  a   Penn Badgley című angol Wikipédia-szócikk ezen változatának fordításán alapul.  Az eredeti cikk szerkesztőit annak laptörténete sorolja fel. Ez a jelzés csupán a megfogalmazás eredetét és a szerzői jogokat jelzi, nem szolgál a cikkben szereplő információk forrásmegjelöléseként.